# Фронхофен (Кузель)
Фронхофен (нем. Frohnhofen) — община в Германии, в земле Рейнланд-Пфальц.
Входит в состав района Кузель. Подчиняется управлению Шёненберг-Кюбельберг. Население составляет 564 человека (на 31 декабря 2010 года). Занимает площадь 3,86 км².